# العلاقات الرواندية الطاجيكستانية
العلاقات الرواندية الطاجيكستانية هي العلاقات الثنائية التي تجمع بين رواندا وطاجيكستان.

## مقارنة بين البلدين
هذه مقارنة عامة ومرجعية للدولتين:
| وجه المقارنة                                              | رواندا                                        | طاجيكستان                          |
| --------------------------------------------------------- | --------------------------------------------- | ---------------------------------- |
| المساحة (كم2)                                             | 26.34 ألف                                     | 143.10 ألف                         |
| عدد السكان (نسمة)                                         | 12.21 مليون                                   | 8.92 مليون                         |
| الكثافة السكانية (ن./كم²)                                 | 463.55                                        | 62.33                              |
| العاصمة                                                   | كيغالي                                        | دوشنبه                             |
| اللغة الرسمية                                             | اللغة الكينيارواندا، لغة إنجليزية، لغة فرنسية | اللغة الطاجيكية                    |
| العملة                                                    | فرنك رواندي                                   | ساماني طاجيكي، الروبل الطاجيكستاني |
| الناتج المحلي الإجمالي (بليون دولار)                      | 9.14 مليار                                    | 7.15 مليار                         |
| الناتج المحلي الإجمالي (تعادل القوة الشرائية) بليون دولار | 20.46 مليار                                   | 24.03 مليار                        |
| الناتج المحلي الإجمالي الاسمي للفرد دولار أمريكي          | 697                                           | 925                                |
| الناتج المحلي الإجمالي للفرد دولار أمريكي                 | 1.66 ألف                                      | 2.69 ألف                           |
| مؤشر التنمية البشرية                                      | 0.483                                         | 0.624                              |
| رمز المكالمات الدولي                                      | +250                                          | +992                               |
| رمز الإنترنت                                              | .rw                                           | .tj                                |
| المنطقة الزمنية                                           | ت ع م+02:00                                   | ت ع م+05:00                        |

## منظمات دولية مشتركة
يشترك البلدان في عضوية مجموعة من المنظمات الدولية، منها:
| علم المنظمة | اسم المنظمة                        | تاريخ انضمام رواندا | تاريخ انضمام طاجيكستان |
| ----------- | ---------------------------------- | ------------------- | ---------------------- |
|             | مؤسسة التنمية الدولية              | 30 سبتمبر 1963      | 4 يونيو 1993           |
|             | مؤسسة التمويل الدولية              | 6 نوفمبر 1975       | 2 ديسمبر 1994          |
|             | منظمة حظر الأسلحة الكيميائية       | ?                   | ?                      |
|             | الأمم المتحدة                      | 18 سبتمبر 1962      | 2 مارس 1992            |
|             | الاتحاد الدولي للاتصالات           | 12 ديسمبر 1962      | 28 أبريل 1994          |
|             | منظمة الشرطة الجنائية الدولية      | ?                   | ?                      |
|             | البنك الدولي للإنشاء والتعمير      | 30 سبتمبر 1963      | 4 يونيو 1993           |
|             | الاتحاد البريدي العالمي            | ?                   | ?                      |
|             | وكالة ضمان الاستثمار متعدد الأطراف | 27 سبتمبر 2002      | 9 ديسمبر 2002          |
|             | يونسكو                             | 7 نوفمبر 1962       | 6 أبريل 1993           |

## وصلات خارجية
- موقع وزارة الخارجية الرواندية